# Liste der slowenischen Botschafter in Österreich
Der Slowenische Botschafter in Österreich ist der Botschafter, der leitende diplomatische Vertreter der Republik Slowenien (slowenisch Republika Slovenija), der in der Republik Österreich akkreditiert ist.

## Geschichte
Die Botschaft der Republik Slowenien Wien (slowenisch Veleposlaništva Republike Slovenije [na] Dunaju) für Österreich wurde 1992, bald nach der Unabhängigkeit Sloweniens (Zerfall Jugoslawiens) eingerichtet. Österreich erkannte Slowenien am 15. Januar 1992 als selbstständigen Staat an, und noch am selben Tag wurden die diplomatischen Beziehungen aufgenommen.
Die Beziehung zwischen Österreich und Slowenien ist traditionell eng und partnerschaftlich ausgerichtet, durch die lange gemeinsame Geschichte ebenso wie die relativ ähnliche Situation innerhalb der EU, und auf multinationale Regionalität ausgerichtet. Gemeinsames Hauptanliegen sind kulturelle, wirtschaftliche und militärische Kooperation und die Stärkung und Konsolidierung des Alpen-Adria-Pannonia-Raumes (AAP) innerhalb der europäischen und internationalen Zusammenarbeiten.
Der Botschafter tritt aber doch aufgrund der Lage der Kärntner Slowenen und insbesondere dem so lange ungeklärten Ortstafelstreit in bilateralen Angelegenheiten immer wieder auch kritisch an die Öffentlichkeit.

## Die Botschaft der Republik Slowenien

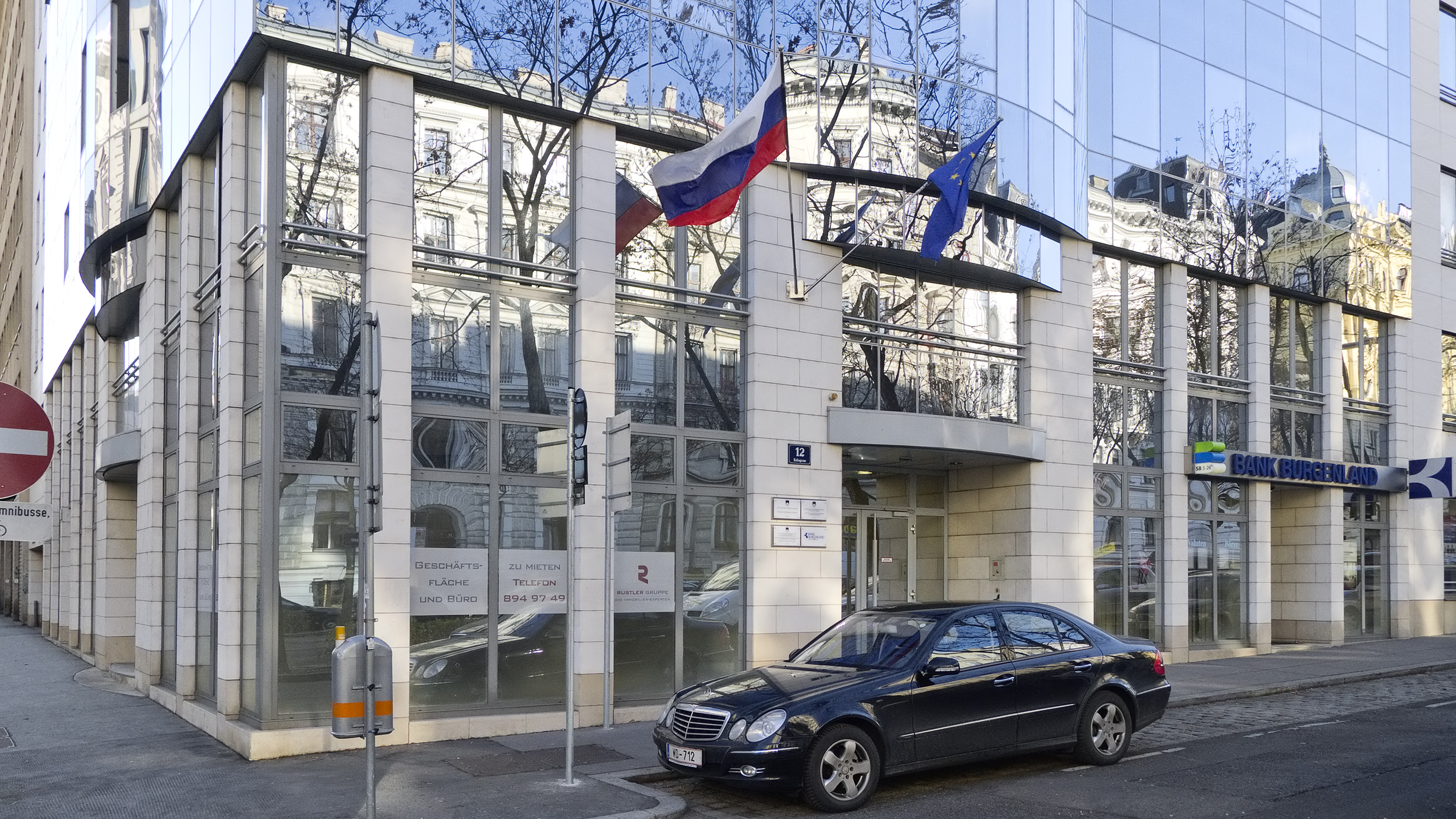
Slowenische Botschaft in der Kolingasse

Das Botschaftsgebäude befindet sich in der Kolingasse 12 (3. Stock) in Wien-Alsergrund (9. Wiener Gemeindebezirk).
An der Botschaft befinden sich heute auch:
- Konsularabteilung der Botschaft der Republik Slowenien
- Politische Abteilung der Botschaft der Republik Slowenien
- Wirtschaftsabteilung der Botschaft der Republik Slowenien
- Militärabteilung der Botschaft der Republik Slowenien (Büro des Verteidigungsattaché, mit Sitz in Laibach)
- Ständige Vertretung der Republik Slowenien an die Vereinten Nationen in Wien (UNO, UNIDO, CTBTO, IAEO)

Außerdem gehören zur Botschaft folgende General- und Honorarkonsulate:
- Klagenfurt[8] (Generalkonsulat)
- Graz[9]
- Innsbruck[10]
- Wagrain/Sbg.[11]
- Linz[12]
- Eisenstadt[13]

## Liste der slowenischen Botschafter
| Name                   | Amtszeit               | Anmerkungen |
| Slowenien → Österreich | Slowenien → Österreich | Slowenien → Österreich |
| ---------------------- | ---------------------- | --- |
| Katja Boh              | 1991–1997              | Designierung 1991, formale Aufnahme der Beziehungen Januar 1992 davor 1990–1991 Gesundheitsministerin |
| Ivo Vajgl              | 1998–2002              | auch Botschafter bei OSCE und IAEO danach 2002 Botschafter in Deutschland, 2004 Außenminister, 2004–2007 außenpolitischer Berater von Janez Drnovšek, 2008–2009 Mitglied der Staatsversammlung, seit 2009 Abgeordneter zum Europaparlament |
| Ernest Petrič          | 2002–2008              | auch Botschafter bei der UN Wien und OSCE (2002–2003), Vorsitzender Board of Governors der IAEO (2006–2007); Amtszeit wegen der slowenischen Ratspräsidentschaft 2008 verlängert vorher ab 1972 UNESCO-Experte in Kolumbien und im Irak; 1983 Professor an der Universität Addis Abeba, 1986 an der Universität Ljubljana, 1989–1991 Botschafter in Indien und Nepal, 1991 Repräsentant, ab 1992 Botschafter in den USA und Mexiko, 1997 Staatssekretär im Außenministerium, 2000 bei der UN New York und Brasilien (nonresident); danach Verfassungsrichter und Präsident des Gerichtshofes |
| Aleksander Geržina     | 2009–2013              | Besetzung war über ein Jahr vakant; eigene Botschafterin an die internationalen Organisationen davor 1994–1996 Stllv. Kabinettschef, dann Kabinettschef, 2000 Staatssekretär (Division EU), 2002 bevollm. Vertreter bei der EU, 2004 Leiter Abteilung für Kroatien und Projektleiter slowen. Präsidentschaft OSZE, 2006 stllv. Leiter Abteilung EU und Projektleiter slowen. EU-Ratspräsidentschaft, dann Leiter Abteilung EU, 2008 Repräsentant der EU in Zypern |
| Andrej Rahten          | 2013–2017              | |
| Ksenija Škrilec        | 2017-2021              | zuvor Botschafterin in Ungarn und Bulgarien |
| Aleksander Geržina     | seit 2021              | |